# Lijst van voetbalinterlands Antigua en Barbuda - Suriname (vrouwen)
Deze lijst van voetbalinterlands is een overzicht van alle officiële voetbalinterlands tussen de nationale vrouwenteams van Antigua en Barbuda en Suriname. De landen hebben tot nu toe drie keer tegen elkaar gespeeld.

## Wedstrijden
| № | Plaats     | Datum             | Competitie                                | Wedstrijd                     | Uitslag |
| - | ---------- | ----------------- | ----------------------------------------- | ----------------------------- | ------- |
| 1 | Paramaribo | 12 april 2022     | CONCACAF W Championship 2022 kwalificatie | Suriname − Antigua en Barbuda | 5 − 1   |
| 2 | Paramaribo | 24 september 2023 | CONCACAF W Gold Cup 2024 kwalificatie     | Suriname − Antigua en Barbuda | 1 − 0   |
| 3 | Piggotts   | 29 november 2023  | CONCACAF W Gold Cup 2024 kwalificatie     | Antigua en Barbuda − Suriname | 0 − 1   |

## Samenvatting
| Competitie                           | Totaal gespeeld | Winst Antigua en Barbuda | Gelijk | Winst Suriname | Doelsaldo Antigua en Barbuda – Suriname |
| ------------------------------------ | --------------- | ------------------------ | ------ | -------------- | --------------------------------------- |
| CONCACAF W Championship kwalificatie | 1               | 0                        | 0      | 1              | 1 − 5                                   |
| CONCACAF W Gold Cup kwalificatie     | 2               | 0                        | 0      | 2              | 0 − 2                                   |
| Totaal                               | 3               | 0                        | 0      | 3              | 1 − 7                                   |